# Hugo Hørlych Karlsen
Hugo Hørlych Karlsen (født 19. oktober 1948 i Sæby) er en dansk forfatter, oversætter, litteratur- og kulturhistoriker, han er desuden uddannet i klassisk kinesisk medicin. Han er vokset op i Sæby, Hjørring, København og Århus.
Karlsen blev nysproglig student fra Århus Statsgymnasium 1968, mag. art. i nordisk sprog og litteratur fra Aarhus Universitet 1974, uddannet i klassisk kinesisk medicin 1993. Ansat som kandidatstipendiat ved Danmarks Lærerhøjskole, afdelingen i Århus 1978-80, ansat som ekstern lektor og timelærer samme sted til 1988. Siden 1988 freelance forfatter og oversætter.
Han var 1969-73 anmelder ved dagbladet Demokraten, 1973-78 kulturmedarbejder ved Dagbladet Information, og han har siden da bidraget til blandt andet tidsskrifterne Hvedekorn, Plys, BUM, Mit Helbred, Danmark-Kina.
Debuterede som forfatter med digte på undergrundsforlaget Jorinde & Joringel i 1972. Har skrevet både skønlitteratur og faglitteratur og oversat klassiske værker i begge genrer.
Hovedområderne i såvel de skønlitterære som faglitterære værker er:
- Børns leg, liv og udvikling historisk og i de moderne samfund – børn og identitetsdannelse, børn og krig.
- Daoisme (taoisme) og klassisk kinesisk medicin – kroppens energiveje, akupunktur, følelser og energi, seksuel energi, kost og energi, oversættelse af klassisk kinesiske medicinske og filosofiske værker samt poesisamlinger:  Daode jing (道德經, fra 500 f.v.t.), Den Gule Kejsers klassiker om indre medicin (黃帝內經, Huang Di nei jing, fra omkr. 300 f.v.t.), Klassikeren om de vanskelige områder (難經,Nan jing, fra mellem 200 f.v.t. til 200 e.v.t.), Den oprindelige vej (原道, Juan dao, daos kilde, fra cirka 140 f.v.t.), Sangenes bog (詩經, Shi jing, sange fra omkring 1100 f.v.t. til cirka 300 f.v.t.).

- Hvorfor blev kristendommen Vestens førende religion – og hvordan er dens udgangspunkt i solkulten, Sol Invictus?
- Det maritime liv og sømandskulturen i 1500- og 1600-tallets Vadehav, især Sønderho på Fanø – sømandsdansen og sønderhoningmusikken som eksistentielle udtryk for livsvilkårene.

- Landet Palæstina – dets historie og aktuelle situation.

## Priser og legater
- 2015: Statens Kunstfond, arbejdslegat
- 2007: Statens Kunstfond, arbejdslegat
- 2006: Statens Kunstfond, arbejdslegat
- 2004: Dansk Forfatterforening, Nemos Forfatterlegat
- 2004: Claus Sørensens Fond, arbejdslegat
- 2003: Claus Sørensens Fond, arbejdslegat
- 2003: Litteraturrådet, rejselegat
- 1994: Dansk Forfatterforening, autorkontoen, rejselegat og arbejdslegat
- 1993: Dansk Forfatterforening, autorkontoen, rejselegat
- 1992: Dansk Forfatterforening, autorkontoen, rejselegat
- 1989: Statens Kunstfond, arbejdslegat
- 1976: Statens Kunstfond, arbejdslegat
- 1975: Statens Kunstfond, arbejdslegat
- 1974: Statens Kunstfond, arbejdslegat
- 1973: Statens Kunstfond, arbejdslegat